# Plouvorn

Plouvorn este o comună în departamentul Finistère, Franța. În 2009 avea o populație de 2755 de locuitori.